# Basiano de Lodi
Basiano de Lodi (en italiano: Bassiano di Lodi, en latín: Bassianus Laudensis; ca. 320 – ca. 409) fue un santo italiano, patrón de Lodi y Pizzighettone en Italia.

## Biografía
Nacido en Siracusa, era hijo de Sergio, el prefecto de la ciudad, Basiano fue enviado a Roma para completar sus estudios. Allí, fue convertido al cristianismo por un monje llamado Jordano.  
El padre de Basiano, que quería que su hijo apostatara, le pidió que volviera a Siracusa.  Basiano lo rechazó y viajó a Ravena.  Cuando el obispo de Lodi murió en 373, Basiano fue candidato a sucederlo. Construyó la iglesia dedicada a los Apóstoles, consagrándola en 381 ante la presencia de San Ambrosio y San Félix de Como.  Participó en el Concilio de Aquileia en 381 y quizás podría haber participado en el Concilio de Milán (390), en el que Joviniano fue condenado.  
La firma de Basiano está junto a la de San Ambrosio en una carta enviada al papa Siricio.  En 397, Basiano estuvo presente en la muerte de su amigo Ambrosio. Murió en 409, quizás el 19 de enero, día de su festividad.

## Veneración
En 1158, cuando las fuerzas milanesas destruyeron Lodi, sus reliquias fueron trasladadas a Milán.  Más tarde fueron devueltas, en 1163, cuando Lodi fue reconstruida por Federico Barbarroja.